# Ian Collard
Ian Collard (født 31. august 1947 i Hetton-le-Hole, England) er en engelsk tidligere fodboldspiller (midtbane).
Collard startede sin karriere hos West Bromwich Albion, som han repræsenterede frem til 1969. Med klubben vandt han FA Cuppen i 1968 efter finalesejr over Everton. Herefter skiftede han til Ipswich Town, og nåede inden sit karrierestop i 1976 også at repræsentere Portsmouth.

## Titler
FA Cup
- 1968 med West Bromwich Albion